# Australothele jamiesoni
Espèce
Australothele jamiesoni est une espèce d'araignées mygalomorphes de la famille des Euagridae.

## Distribution
Cette espèce est endémique d'Australie. Elle se rencontre du Sud du Queensland au Nord de la Nouvelle-Galles du Sud.

## Description
La carapace du mâle holotype mesure 7,80 mm de long sur 6,35 mm et l'abdomen 8,20 mm de long sur 5,90 mm et la carapace de la femelle paratype mesure 7,60 mm de long sur 5,65 mm et l'abdomen 9,38 mm de long sur 7,50 mm.

## Étymologie
Cette espèce est nommée en l'honneur de Barrie Gillean Molyneux Jamieson.

## Publication originale
- Raven, 1984 : Systematics of the Australian curtain-web spiders (Ischnothelinae: Dipluridae: Chelicerata). Australian Journal of Zoology Supplementary Series, no 93, p. 1-102.